# بلادور
بلادور 
(به تلوگویی: Baladoor) فیلمی محصول سال ۲۰۰۸ و به کارگردانی اودیاسانکار است. در این فیلم بازیگرانی همچون راوی تجا، کریشنا و آنوشکا شتی ایفای نقش کرده‌اند.